# Коломійцеве (село)
Коломі́йцеве — село в Україні, Криворізькому районі Дніпропетровської області. 
Орган місцевого самоврядування — Новопільська сільська рада. Населення — 214 мешканців.

## Географія
Село Коломійцеве примикає до сіл Новомайське, Златопіль і Новопілля. Поруч проходять автомобільна дорога Т 0434 і залізниця, станція Кривий Ріг-Сортувальний.

## Населення

### Мова
Розподіл населення за рідною мовою за даними перепису 2001 року:
| Мова            | Кількість | Відсоток |
| --------------- | --------- | -------- |
| українська      | 141       | 65.89%   |
| російська       | 69        | 32.24%   |
| білоруська      | 2         | 0.94%    |
| румунська       | 1         | 0.47%    |
| інші/не вказали | 1         | 0.46%    |
| Усього          | 214       | 100%     |